# Ctenus nigrolineatus
Ctenus nigrolineatus är en spindelart som beskrevs av Lucien Berland 1913. Ctenus nigrolineatus ingår i släktet Ctenus och familjen Ctenidae.
Artens utbredningsområde är Ecuador. Inga underarter finns listade i Catalogue of Life.